# Hypobromite de sodium
L'hypobromite de sodium est un composé chimique de formule NaBrO. Il s'agit d'un sel de sodium et d'acide hypobromeux HBrO, plus exactement de l'ion hypobromite BrO−. C'est l'analogue de l'hypochlorite de sodium NaClO, constituant actif de l'eau de Javel.
À l'état solide, on le trouve généralement sous forme de pentahydrate, avec la formule NaBrO·5H2O. Il se présente sous la forme d'un solide jaune orangé soluble dans l'eau, et il est distribué essentiellement sous forme de solution aqueuse.
L'hypobromite de sodium peut être obtenue en traitant une solution aqueuse de brome Br2 avec une base :
Br2 + 2 NaOH → NaBr + NaBrO + H2O.